# باري شوارتز (عالم اجتماع)
باري شوارتز (بالإنجليزية: Barry Schwartz) هو عالم اجتماع أمريكي، ولد في 19 يناير 1938 في فيلادلفيا في الولايات المتحدة.